# 中華民國臨時政府組織大綱
《中華民國臨時政府組織大綱》是中華民國第一部具有憲法性質的法律，由各省都督府代表聯合會於1911年12月3日議決通過，並由來自10省共22名都督府代表簽字確認。其規定中華民國臨時政府組織方法、臨時大總統之權力等。该法律授予总统较大的权力。随后为了限制袁世凯，制定《中华民国临时约法》。

## 各省都督府代表聯合會的組成
1911年11月12日，雷奮、沈恩孚、姚桐豫及高爾登等以江蘇都督府代表和浙江都督府代表名義通電全國，促各省派代表到上海商討籌組臨時政府事宜。11月15日，上海、江蘇及福建三省代表召開會議，議決成立各省都督府代表聯合會。11月30日，各省都督府代表聯合會決定以湖北軍政府為中央軍政府，各省代表轉赴武漢，商議組織臨時中央政府，制定《中華民國臨時政府組織大綱》。

## 中華民國臨時政府組織大綱的制定
1911年12月2日，各省都督府代表聯合會議決由雷奮、馬君武及王正廷起草《中華民國臨時政府組織大綱》。12月3日，議決《中華民國臨時政府組織大綱》，直隸、山東、江蘇、浙江、福建、河南、湖北、湖南、安徽及廣西十省代表共二十二人在大綱上簽名確認。12月14日奉天、山西、江西及廣東四省代表簽名追認。

## 中華民國臨時政府組織大綱的实施
根据《中華民國臨時政府組織大綱》，1912年在南京成立中华民国临时政府。